# Arnică
Arnica (Arnica montana L.) este o specie de plante din genul Arnica, familia Asteraceae (Compositae), ce crește în regiunile de munte, împodobind pășunile cu florile ei galbene-aurii. Poporul o mai numește podbal de munte, carul-pădurilor, cujdă sau carul-zânelor.
De la această plantă se folosesc florile - flores arnicae - mai rar planta întreagă și chiar rădăcina. Începând cu secolul al VI-lea, a fost utilizată pentru proprietățile sale calmante în America de Nord, Germania și Rusia. Ele conțin ulei volatil, colina, alcooli triterpenici, substanțe colorante de natură carotinoidică. Din florile acestei plante se prepară un ceai care se folosește sub formă de gargară în laringită.
Mai ales din florile de arnică se prepară o tinctură care, diluată cu apă, în proporție de 10-20 g la 100 ml apă, se utilizează ca pansament, antiseptic și cicatrizant al rănilor. În amestec cu apă de plumb această tinctură are proprietatea de a decongestiona umflăturile și loviturile. La un litru de apă de plumb se pun 100 g tinctură, cu care se fac comprese ce se aplică pe locurile umflate sau lovite. Infuzia 4%, sub formă de comprese, înviorează tenurile palide. Cu avizul medicului se pot folosi intern, ca stimulent nervin, 25-50 picături de tinctură (care se procură de la farmacie), dimineața și seara, în amestec cu apă îndulcită, cu zahăr sau ceai. În general, nu se recomandă a se lua intern, deoarece provoacă gastro-enterite, ridică tensiunea arterială, iar în cantități prea mari, paralizează centrii nervoși.

## Răspândire

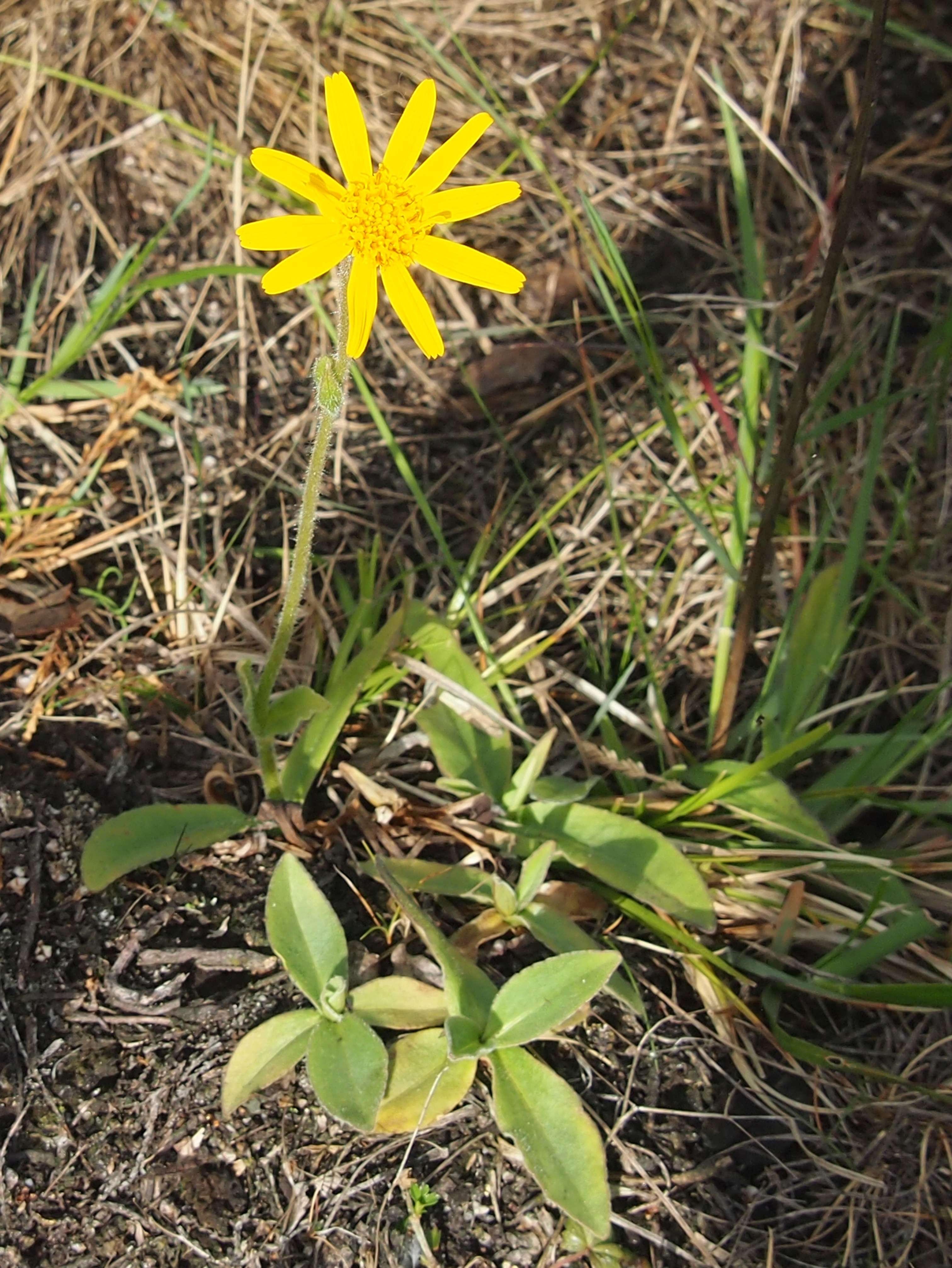
Arnica montana

Arnica este răspândită în Europa, Asia și în zonele temperate ale Americii de Nord. Există circa opt varietăți ale plantei. Cresc de regulă în sol nisipos și pietros în zone deluroase, dar și pe pajiștile muntoase cu mult soare, dar până la o altitudine maximă de 2500 de metri.

## Denumiri
Arnica montana este denumirea științifică a plantei, dar planta are și o multitudine de denumiri populare ca: podbal de munte, carul pădurilor, cujda, ciuda, iarba soarelui, carul zânelor și roit.

## Caracteristici

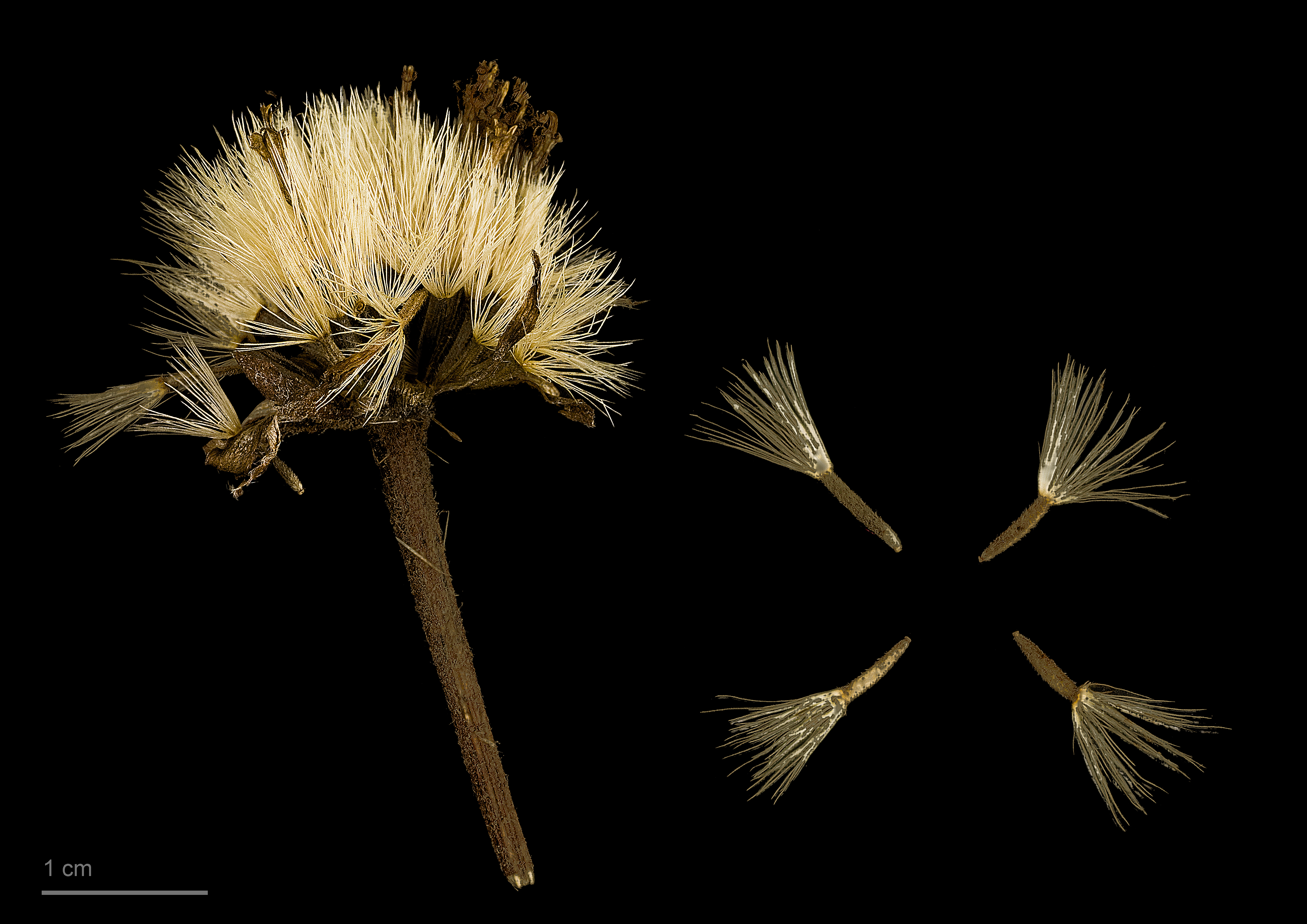
Arnica montana

Planta este formata dintr-o tulpină aeriană simplă de 10–40 cm pe care sunt dispuse opus frunzele și ramurile. Tulpina se termină cu o inflorescență de culoare galben-portocalie de 4–6 cm, mijlocul având o tentă cenușie. Florile sunt înconjurate pe margini de peri aspri și lucioși. De la plantă se recoltează florile care se folosesc la prepararea uleiurilor, tincturilor și unguentelor. Fructele sunt achene păroase cu papus.

### Indicații terapeutice
Indicațiile terapeutice pentru utilizare arnicăi sunt fracturile, contuziile, entorsele, rănile, ulcerul varicos, accidentele vasculare, semiparezele, deficiențele imunitare, insomniile, stări de teamă, palpitațiile cardiace, cancerul de piele cu leziuni întinse, tumorile abdominale, angina pectorală și ischemia cardiacă.